# 焦伊布尔哈德县
焦伊布尔哈德（Joypurhat、Jaipurhat）为孟加拉国拉杰沙希专区辖县，地处孟加拉国中部偏西区域。县境东北部与迪纳杰布尔、戈伊班达县接壤，东南部与博格拉县毗邻，西南部与瑙冈县交界， 西北部与印度西孟加拉邦相连。全县年平均降雨量1,610毫米，平均气温11.9°C（最低）至34.6°C（最高）。县域总面积965.44公里²，总人口844,818人（1991），全县共分置5乌帕齐拉；行政机构驻焦伊布尔哈德镇。